# Rio Cuvelai
O rio Cuvelai é um curso de água de Angola que faz parte faz parte da bacia endorreica do Cuvelai-Etosha. Banha as províncias angolanas de Huíla e Cunene e as namibianas de Ohangwena e Oshana.
Suas nascentes estão a sul das colinas de Indungo, mais precisamente no município do Cuvango. Corre para o sul da província da Huíla, banhando as importantes localidades de Cuvelai, Mupa, Evale, Ondijiva, Namacunde e Oshakati (a última já na Namíbia). Sua foz dá-se no Lago Oponono (um salar em forma de delta), que flui suas águas para o Salar de Etosha.
O rio é importantíssimo dado sua presença numa das mais áridas e populosas regiões da África Austral. O Cuvelai possui uma série de cacimbas e chimpacas que servem como fonte comunitária de água potável para as populações angolanas e namibianas. Porém essas fontes d'água dependem da água da chuva da estação anterior, e do escoamento provenientes de pequenas bacias hidrográficas. Secas prolongadas na bacia tem forçado o êxodo rural.